# Mooslauter
Die Mooslauter ist ein gut 10 km langer linker Nebenfluss des auch Waldlauter genannten Glan-Zuflusses Lauter im rheinland-pfälzischen Landkreis Kaiserslautern. 

## Geographie

### Verlauf
Die Mooslauter entspringt etwa 1,5 km südöstlich von Mackenbach auf einer Höhe von 235 m ü. NHN als Bruchbach. Zuerst nach Osten fließend, wendet der Bach sich im Süden von Rodenbach nach Norden und durchfließt die Ortschaft. Nach etwa 1,5 km mündet beim Rodenbacher Weiler Mückenhof der von Westen kommende Rischbach als wichtigster Zufluss von links ein. Ab hier wird der Bach nun Mooslauter genannt. Nach weiteren 4,3 km Wegstrecke mündet die Mooslauter gegenüber von Hirschhorn auf 209 m ü. NHN linksseitig in die Lauter.
Der 10,3 km lange Weg der Mooslauter endet 26 Höhenmeter unterhalb ihrer Quelle, was einem mittleren Sohlgefälle von 2,5 ‰ entspricht. Der Bach entwässert ein 50,517 km² großes Einzugsgebiet über Lauter, Glan, Nahe und Rhein zur Nordsee.

### Nebenflüsse
Im Folgenden werden die Nebenflüsse der Mooslauter in der Reihenfolge von der Quelle zur Mündung genannt, die von der Wasserwirtschaftsverwaltung Rheinland-Pfalz geführt werden. Angegeben ist jeweils die orographische Lage der Mündung, die Länge, die Größe des Einzugsgebiets, die Höhenlage der Mündung und die Gewässerkennzahl.
| Name               | Lage   | Länge in km | EZG in km² | Mündungshöhe in m ü. NHN | GKZ        |
| ------------------ | ------ | ----------- | ---------- | ------------------------ | ---------- |
| Mackenbach         | links  | 3,6         | 5,247      | 226                      | 254668-112 |
| Weißlachgraben     | rechts | 2,9         | 3,177      | 222                      | 254668-12  |
| Rodenbach          | rechts | 2,0         | 3,318      | 222                      | 254668-2   |
| Rischbach          | links  | 5,9         | 22,023     | 219                      | 254668-4   |
| Vorfluter Eulenbis | links  | 1,3         | 1,324      | 218                      | 254668-92  |

Anmerkungen zur Tabelle
1. ↑  Gewässerkennzahl, in Deutschland die amtliche Fließgewässerkennziffer mit zur besseren Lesbarkeit eingefügtem Trenner hinter dem Präfix, das einheitlich für den allen gemeinsamen Vorfluter Mooslauter steht.

## Umwelt
Die Mooslauter zählt zu den feinmaterialreichen, karbonatischen Mittelgebirgsbächen. Die Gewässerstruktur ist überwiegend stark bis sehr stark verändert. Bei Rodenbach existieren auch vollständig veränderte Abschnitte. Die Gewässergüte wird ab Rodenbach bis zur Mündung mit mäßig belastet angegeben (Stand 2005).
1983 wurden im Quellgebiet der Mooslauter 185 ha als Naturschutzgebiet Rodenbacher Bruch ausgewiesen, 1987 folgte ein 28 ha großer Bereich östlich von Weilerbach als Naturschutzgebiet Krausenbruch. 